# غاريت ك. جوميز
غاريت ك. جوميز (بالإنجليزية: Garrett K. Gomez)‏ هو فارس أمريكي، ولد في 1972 في توسان في الولايات المتحدة، وتوفي في 14 ديسمبر 2016.